# Luisa Mangoni
Luisa Mangoni (Napoli, 6 febbraio 1941 – Napoli, 3 gennaio 2014) è stata una storica e scrittrice italiana.

## Biografia
Maria Luisa Mangoni di Santo Stefano, così il suo nome completo, si laurea a Napoli in Lettere con Salvatore Battaglia. Dopo la laurea, alla metà degli anni 1960, ottiene una borsa di studio all’Istituto Croce di Napoli, dove incontra Innocenzo Cervelli, con il quale svilupperà un sodalizio affettivo e intellettuale che durerà tutta la vita. Innocenzo Cervelli diventa suo marito, a Venezia, il 6 settembre 1969. 
Nei primi anni dopo la laurea Luisa Mangoni insegna nei licei e collabora con il libraio-editore Gaetano Macchiaroli. Tra il 1968 e il 1974 lavora come redattrice culturale alla Rai. Dopo la Rai, comincia a insegnare all’università: inizialmente insegna Storia del giornalismo a Trieste, con Giovanni Miccoli, per passare poi, nel 1982-3, a Venezia, dove si stava fondando un importante Dipartimento di Studi storici e dove da un po’ lavorava già Innocenzo Cervelli. A Venezia insegna Storia d’Italia del XX secolo. Alla fine degli anni Ottanta passa a Trento come professore associato, dopo che le è stato rifiutato il passaggio a professore ordinario e dove insegna Storia contemporanea. A partire dal 1981 collabora con la sezione storica dell’Istituto Gramsci, a Roma, e dal 1982 fa parte della direzione della rivista dell’Istituto, “Studi storici”. 
Nel 1974 pubblica il suo primo libro L’Interventismo della cultura. Intellettuali e riviste del fascismo (Laterza). Il volume contribuiva a mettere in discussione l’idea che non fosse esistita una cultura fascista, ricostruendo alcuni pezzi di organizzazione culturale durante il fascismo, e riflettendo sul ruolo degli intellettuali nel rapporto con la politica.  A partire da quella ricerca sviluppa, qualche anno dopo, l’antologia della rivista Primato, che pubblica da De Donato. Prima però di quel contributo, Mangoni aveva riflettuto su alcune delle categorie fondamentali della politica tra Otto e Novecento in un articolo intitolato Cesarismo, bonapartismo, fascismo (“Studi storici” 1977).  Sempre sull’organizzazione della cultura attraverso le riviste, Mangoni approfondisce i rapporti intellettuali e politici tra Francia e Italia tra Otto e Novecento nel volume Una crisi di fine secolo. Ulteriore evoluzione di quella riflessione è il contributo pubblicato nel terzo volume della Storia d’Italia pubblicata da Laterza, intitolato Gli intellettuali alla prova dell’Italia unita.
Nel frattempo l’attenzione nei confronti della cultura cattolica è all’origine della pubblicazione, alla fine degli anni ’80, del volume In partibus infidelium. Don Giuseppe De Luca: il mondo cattolico e la cultura italiana del Novecento. Il volume era anche un modo per consolidare il rapporto con una fonte, quella epistolare, che sarebbe stata centrale nel contributo storiografico di Luisa Mangoni. Mangoni  curò infatti negli anni successivi l’epistolario di Leone Ginzburg dal confino, apparso nel 2004, e fece una prefazione alle lettere del dopoguerra di Emilio Sereni, curate da Emanuele Bernardi.
Tra la fine degli anni Ottanta e l’inizio degli anni Novanta, Mangoni contribuisce anche all’impianto della Storia dell’Italia repubblicana pubblicata da Einaudi, dove esce Civiltà della crisi. Gli intellettuali tra fascismo e antifascismo. Era questo un passaggio fondamentale che avrebbe portata a riflettere sulla casa editrice Einaudi come luogo fondamentale dell’organizzazione culturale tra fascismo e Italia repubblicana. Nel 1999 esce Pensare i libri - La casa editrice Einaudi dagli anni trenta agli anni sessanta, una ricerca resa possibile dall’enorme archivio e dagli epistolari degli intellettuali che nella casa editrice avevano lavorato. Nel 2011 Mangoni pubblica anche una introduzione alla edizione de I verbali del mercoledì. Riunioni editoriali Einaudi 1943-1952, curati da Tommaso Munari. La sua ultima opera fu il volume Civiltà della crisi, edito da Viella nel 2013, che raduna alcuni dei suoi articoli più importanti, mettendo al centro il tema della crisi che era stato un filo rosso centrale della sua analisi del passato. Nel gennaio 2014 Luisa Mangoni si spegneva, mentre stava lavorando ad una storia dell’editore Laterza.

## Opere principali
- L’Interventismo della cultura. Intellettuali e riviste del fascismo, Laterza, Roma-Bari 1974
- Cesarismo, bonapartismo, fascismo, “Studi storici”, XVII, 1976, 3, pp. 41-61
- “Primato” 1940-43: antologia, a cura di L. Mangoni, De Donato, Bari 1977
- Per una definizione del fascismo: i concetti di bonapartismo e cesarismo, in «Italia contemporanea», XXXI, 1979, 135, pp. 17-52
- La crisi dello Stato liberale e i giuristi italiani, “Studi storici”, XXIII, 1982, 1, pp. 75-100
- Una crisi di fine secolo: la cultura italiana e la Francia tra Otto e Novecento, Einaudi, Torino 1985
- In partibus infidelium. Don Giuseppe De Luca: il mondo cattolico e la cultura italiana del Novecento, Einaudi, Torino 1989
- Gli intellettuali alla prova dell’Italia unita, in Storia d’Italia, a cura di G. Sabbatucci e V. Vidotto, vol. III, Liberalismo e democrazia, Laterza, Roma-Bari 1995, pp. 443-527
- Civiltà della crisi. Gli intellettuali tra fascismo e antifascismo, in Storia dell’Italia repubblicana, diretta da F. Barbagallo, vol. 1, Einaudi, Torino 1994, pp. 615-718
- Pensare i libri. La casa editrice Einaudi dagli anni trenta agli anni sessanta, Bollati Boringhieri, Torino 1999
- Prefazione a L. Ginzburg, Scritti, a cura di D. Zucaro, introduzione di N. Bobbio, Einaudi, Torino 2000, pp. XI-XLVI.
- Introduzione a G. Pintor, F. d’Amico, C’era la guerra. Epistolario 1940-1943, a cura di M.C. Calabri, Torino, Einaudi, 2000, pp. V-XIV.
- L. Ginzburg, Lettere dal confino: 1940-1943, a cura di L. Mangoni, Einaudi, Torino 2004
- Ebraismo e antifascismo, in «Studi Storici», XLVII, 2006, 1, pp. 65-79
- Prefazione a E. Sereni, Lettere (1945-1956), a cura di E. Bernardi, Rubbettino, Soveria Mannelli 2001
- Civiltà della crisi. Cultura e politica in Italia tra Otto e Novecento, Viella, Roma 2013